# Tāne Mahuta

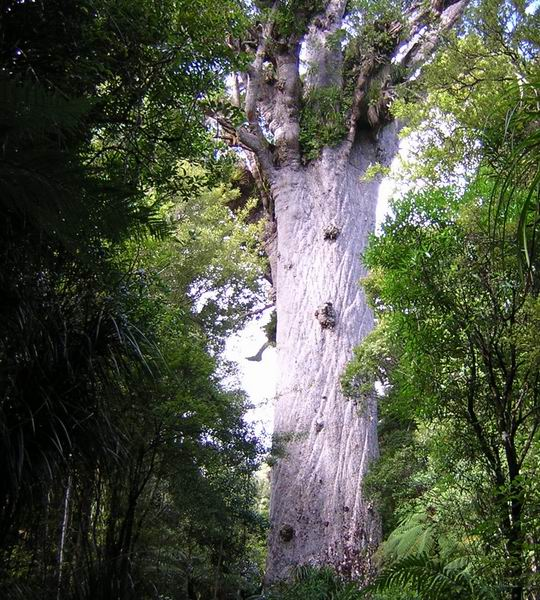
Tāne Mahuta, o señor del bosque.

Tāne Mahuta es un kauri, (Agathis australis), gigante que sobrevive en la selva de Waipoua en la isla Norte de Nueva Zelanda.
Su edad es desconocida pero se estima entre los 1.250 y los 2.500 años. Es el kauri más grande que existe en la actualidad.
En idioma Maorí su nombre quiere decir "Señor del Bosque". Tāne es el nombre de uno de los dioses del panteón Maorí. Este kauri es un superviviente de la selva subtropical húmeda que pobló en tiempos lejanos la Península de Auckland del Norte. Otro gigante algo menor se encuentra a poca distancia, el llamado Te Matua Ngahere, en maorí. Tāne Mahuta es el árbol más famoso de todo el país, junto a su congénere Te Matua Ngahere.
Los investigadores creen que se descubrió e identificó en la década de 1920 (aunque ya era conocido por la población aborigen), cuando se hicieron las primeros trabajos de campo para abrir la autopista estatal número 12 que atravesaba la selva donde se encuentra. En 1928, Nicholas Yakas y otros bosquimanos que trabajaban en la construcción de la carretera, también identificaron el árbol.
Según el mito maorí de la creación del mundo, Tāne es hijo de Ranginui el padre del cielo y de
Papatuanuku la madre tierra. Tāne separa a sus padres de su abrazo marital hasta colocar la bóveda celeste bien por encima de la madre tierra. Y entonces, cubre a su madre con su vestimenta vegetal. Tanto a los pájaros como a los árboles del bosque se los considera hijos de Tāne.
En abril del año 2009, Tāne Mahuta quedó hermanado con el Jōmon Sugi, un anciano ejemplar de Cryptomeria japonica, que se encuentra en la isla de Yakushima, (archipiélago de las Islas Osumi), a 60 millas al sur de la isla de Kyushu, en Japón.
Durante la gran sequía que tuvo lugar en Nueva Zelanda en 2013, se bombearon más de 10.000 litros de agua desde un río cercano para regar el árbol y paliar los síntomas de deshidratación que mostraba.

## Medidas
| Circunferencia del tronco | 13,77 m   |
| Altura del tronco         | 17,68 m   |
| Altura total              | 51,20 m   |
| Volumen del tronco        | 244,50 m³ |
| Volumen total             | 516,70 m³ |

Estas mediciones se llevaron a cabo en 1971. Tan solo el volumen está actualizado en la tabla superior. Las medidas más recientes se encuentran archivadas en el registro Forestal de Nueva Zelanda.